# Echinozone coronata
Echinozone coronata là một loài chân đều trong họ Munnopsidae. Loài này được Sars miêu tả khoa học năm 1870.